# 265
265是264與266之間的自然數。

## 在數學中
- 合數，正因數有1、5、53和265。
質因數分解為{\displaystyle 5\times 53}。
- 虧數，真因數和為59，虧度為206。
- 不尋常數，大於平方根的質因數為53。
- 第85個半質數。前一個為262、下一個為267。
- 無平方數因數的數。
- 十进制的等數位數。
- 第10個十进制的史密夫數。前一個為202、下一個為274。
- 中心正方形數
- 巴都萬數列中的第26項
- 史密夫數
- 無平方數因數的數

## 在人類文化中
- 宜蘭縣羅東鎮的郵遞區號為265
- 是美國65號州際公路的補助線
- 馬拉威的國際電話區號為265
- Me 265戰鬥機是由梅塞施密特公司在二次世界大戰所開發的一架驅逐機
- 張英武過世前的身高達265公分，是身高最高的台灣人
- 漢字由本身即有意義的869個聲母及265個形母的象形、指事字為最基本字根部件組成
- 《大城小故事》是由香港亞洲電視製作的處境喜劇，共265集
- Xbox的大小為324×265×90公厘
- 齊柏林伯爵號航空母艦是德國歷史上唯一下水過的航空母艦，長262.5公尺
- 霧社事件遭日軍攻擊致死者364名，自殺者225人，被拘禁者265名，另外有約500名原住民投降

## 在科學中
- 2000年8月由芬蘭化學家馬庫·拉薩能領導的小組發現的氟氬化氫（HArF），在−265℃才能保持穩定
- 2,6-二叔丁基對甲酚的沸點為265℃
- 糞臭素的沸點為265℃

## 在天文中
- 天衛二的近星點為265000公里
- NGC 265 是杜鵑座的一個星系
- 右樞是天龍座內的一顆恆星，在西元前1900年被當成北極星，半徑為265太陽半徑
- 小行星148209是一顆外海王星天體，直徑約為265公里

## 在其他領域中
- 西元265年和前265年
- 黑箭號運載火箭第一、二節引擎的比沖為265秒
- 獵鷹5號運載火箭第二節引擎的推進時間為265秒